# 周自斉
周 自斉（しゅう じせい）は、清末民初の政治家・外交官・財政家。北京政府の要人で、交通系の一員である。字は子廙、子沂、子貽。

## 事跡

### 清末、民国最初期の活動
副貢（郷試の補欠合格者）で、京師同文館を卒業した。1896年（光緒22年）、駐米公使伍廷芳に随従してアメリカに向かう。コロンビア大学で学業に励んだほか、公使館で書記官、参賛などをつとめた。1903年（光緒29年）、駐キューバ総領事兼参賛となる。1908年（光緒34年）、伍の帰国に伴い、周自斉が駐米公使の職務を代行した。
宣統年間に帰国し、外務部参議、同左丞を歴任した。この時に外務大臣を務めていた袁世凱から外交知識について賞賛され、その信任を得るようになる。その後、周は度支部の要職もつとめた。
1912年（民国元年）3月、周自斉は、袁世凱から山東都督兼民政長に任命された。1913年（民国2年）8月、中国銀行総裁に転任する。9月には熊希齢内閣で交通総長となった。周は、進歩党の名誉理事を務め、また、梁士詒、朱啓鈐と共に「交通系」と呼ばれる派閥の3巨頭と称された。民国3年（1914年）2月、財政総長も兼任した。1915年（民国4年）3月、署理農商総長となり、4月に正式に就任した。
同年末の袁世凱皇帝即位には、周自斉も大いに協力している。翌1916年（民国5年）1月、袁の命により、周は日本へ特使として赴いた。5月、周は署理財政総長兼塩務署督弁となる。周は袁の政権維持のため、外国からの借款申入れなど様々な財政政策を打ち出した。しかし、特に借款申入れが国内の激しい反発を買い、失敗に終わった。

### 袁世凱死後の活動
6月の袁世凱死後、周自斉は、後任総統の黎元洪から皇帝即位を画策した首謀者として指名手配を受けてしまう。そのため周は日本へ亡命した。1917年（民国6年）7月に黎が失脚すると周は帰国する。1918年（民国7年）3月に指名手配も取り消されて政界に復帰した。同年9月、安福国会で徐世昌が大総統に選出されると、周ら交通系はこれを支持する。さらに徐の意を受けて、南北和平のための活動を開始したが、これは結局失敗に終わった。
その後も、周自斉は北洋系派閥の争いに巻き込まれ、財務・外交のいずれでも力量を十分に発揮することが出来なかった。1922年（民国11年）4月から6月まで、署理国務総理をつとめたものの、やはり目立った成果は残せていない。署理国務総理辞任後も活動に精彩を欠き、要職に復帰できなかった。
1923年（民国12年）10月20日、北京で病没。享年53。